# Demonax okunii
Demonax okunii là một loài bọ cánh cứng trong họ Cerambycidae.